# Musashino Forest Sports Plaza
 (avril 2025).
Si vous disposez d'ouvrages ou d'articles de référence ou si vous connaissez des sites web de qualité traitant du thème abordé ici, merci de compléter l'article en donnant les références utiles à sa vérifiabilité et en les liant à la section « Notes et références ».
La Musashino Forest Sports Plaza (en japonais : 武蔵野の森総合スポーツプラザ) est une enceinte sportive polyvalente à Tokyo, au Japon, qui est utilisée lors des Jeux olympiques de 2020.  

## Historique
La Musashino Forest Sports Plaza est inaugurée le 25 novembre 2017. La construction du complexe aura duré plus de trois ans et a coûté 300 millions de dollars. Il s'agit du premier site construit spécifiquement pour les Jeux olympiques de 2020. 

## Équipements
L'arène est équipée de 10 000 places, d'une piscine, d'une salle de sport, d'une salle de sport polyvalente et de deux studios de fitness. Les installations sportives de l'arène sont accessibles aux résidents de la ville. 

## Jeux olympiques et paralympiques
Lors des Jeux olympiques d'été de 2020, les épreuves de pentathlon moderne et de badminton sont organisées à la Musashino Forest Sports Plaza.
Lors des Jeux paralympiques d'été de 2020, les épreuves de basket-ball y sont organisées.

## Événements
- Les championnats du Japon de patinage artistique 2018.